# Kleine Himalaya-Weißbauchratte
Die Kleine Himalaya-Weißbauchratte (Niviventer eha) ist eine Nagetierart aus der Gattung der Weißbauchratten (Niviventer) innerhalb der Altweltmäuse (Murinae). Sie kommt im südlichen China, in Nepal, im Nordosten Indiens und im Norden von Myanmar vor.

## Merkmale
Die Kleine Himalaya-Weißbauchratte erreicht eine Kopf-Rumpf-Länge von 11,2 bis 13,0 Zentimetern mit einem Schwanz von 16,5 bis 19,5 Zentimetern Länge. Die Hinterfußlänge beträgt etwa 39 bis 49 Millimeter, die Ohrlänge 22 bis 29 Millimeter. Der Schädel hat eine Gesamtlänge von 37 bis 39 Millimeter. Es handelt sich entsprechend um eine kleine Art der Gattung mit vergleichsweise langem Schwanz.
Das Rückenfell ist lang, weich und ohne borstige Anteile, es ist bräunlich-orange gefärbt. Die Körperseiten sind etwas heller orange und die Bauchseite ist gräulich-weiß bis rauchgrau gefärbt mit Einzelhaaren, die an der Basis grau und an der Spitze weißlich-grau sind. Die Ohren sind dunkelbraun und besitzen an der Vorderseite auffällig braun-schwarze Haarbüschel. Im Gesicht können die Tiere zudem eine undeutliche bräunliche Fellzeichnung von den Vibrissen, nicht bis zur Nase, bis zum Augenring. Der Schwanz erreicht eine Länge der etwa 1,5-fachen Kopf-Rumpf-Länge. Er ist nicht deutlich zweifarbig mit einer braunschwarzen Oberseite und einer etwas helleren Unterseite; der hintere Bereich des Schwanzes besteht aus längeren Haaren und bildet eine deutliche kleine Quaste. Die Hinterfüße sind sehr schlank und die Oberseiten der Hände und Füße sind oberseits dunkelbraun, die Finger und Zehen sind bräunlich weiß. Die Weibchen besitzen drei Paar Zitzen, jeweils eines im Bereich der Achsel, eines im Brust- und eines im Lendenbereich.

## Verbreitung
Die Kleine Himalaya-Weißbauchratte kommt im südlichen China, in Nepal, im Nordosten Indiens und im Norden von Myanmar vor. In China lebt sie im Süden von Xizang sowie im westlichen und zentralen Yunnan, in Indien in Westbengalen, Sikkim und Arunachal Pradesh. Für Bhutan liegen keine Nachweise vor, ein Vorkommen ist allerdings möglich.

## Lebensweise
Die Kleine Himalaya-Weißbauchratte lebt vor allem in kühlen, dunstig-gemäßigten Waldgebieten, die durch Nadelbäume oder Rhododendren geprägt sind. Die Höhenverbreitung liegt zwischen 2500 und 3500 Metern. Die Tiere leben vor allem am Boden und ernähren sich in großen Anteilen von Insekten und Insektenlarven, hinzu kommen Früchte und stärkereiche Knollen und Wurzeln.

## Systematik
Die Kleine Himalaya-Weißbauchratte wird als eigenständige Art innerhalb der Weißbauchratten (Niviventer) eingeordnet, die aus 17 Arten besteht. Die wissenschaftliche Erstbeschreibung stammt von dem britischen Zoologen Robert Charles Wroughton, der die Art 1916 anhand von Individuen aus Sikkim in Indien aus einer Höhe von 2680 Metern beschrieb. Morphologisch ist sie nahe verwandt mit der Brahma-Weißbauchratte (Niviventer brahma), diese Verwandtschaft müsste allerdings genauer überprüft werden.
Der Artzusatz im wissenschaftlichen Namen sind die Initialen des schottischen Schriftstellers Edward Hamilton Aitken, der mit Robert Charles Wroughton befreundet war.

## Status, Bedrohung und Schutz
Die Kleine Himalaya-Weißbauchratte wird von der International Union for Conservation of Nature and Natural Resources (IUCN) als nicht gefährdet (least concern) eingeordnet. Begründet wird dies mit dem großen Verbreitungsgebiet und dem angenommen häufigen Vorkommen der Art. Potenzielle Gefährdungen sind für China nicht bekannt, in Südasien wird sie teilweise als Fleischquelle gejagt.

## Belege
1. 1 2 3 4 5  Darrin Lunde, Andrew T. Smith: Smoke-Bellied Niviventer. In: Andrew T. Smith, Yan Xie: A Guide to the Mammals of China. Princeton University Press, Princeton NJ 2008, ISBN 978-0-691-09984-2, S. 267–268.
2. 1 2 3  Niviventer eha in der Roten Liste gefährdeter Arten der IUCN 2016.2. Eingestellt von: S. Molur, 2008. Abgerufen am 12. November 2016.
3. 1 2  Niviventer eha. In: Don E. Wilson, DeeAnn M. Reeder (Hrsg.): Mammal Species of the World. A taxonomic and geographic Reference. 2 Bände. 3. Auflage. Johns Hopkins University Press, Baltimore MD 2005, ISBN 0-8018-8221-4.
4. ↑  Beolens, Watkins & Grayson: The Eponym Dictionary of Mammals. Johns Hopkins University Press, Baltimore 2009, ISBN 978-0-8018-9304-9, S. 122 (Eha [PDF]).